# Lorberhof
Lorberhof ist eine Ortschaft in der Gemeinde Liebenfels im Bezirk Sankt Veit an der Glan in Kärnten (Österreich). Die Ortschaft hat 78 Einwohner (Stand 1. Jänner 2024). Sie liegt zur Gänze auf dem Gebiet der Katastralgemeinde Hardegg.

## Lage
Die Ortschaft liegt im äußersten Südwesten des Bezirks Sankt Veit an der Glan, am Nordrand der vom Rohnsdorfer Bach durchflossenen flachen Mulde, die früher Moorgebiet („Seemoos“) war, an einem Güterweg, der von Zweikirchen nach Maria Feicht führt. In der Ortschaft werden die Hofnamen Lorberhof (Nr. 1), Tafernkeusche (Nr. 2) und Vesterkeusche bzw. Schneidersepplkeusche (Nr. 3) geführt.

## Geschichte

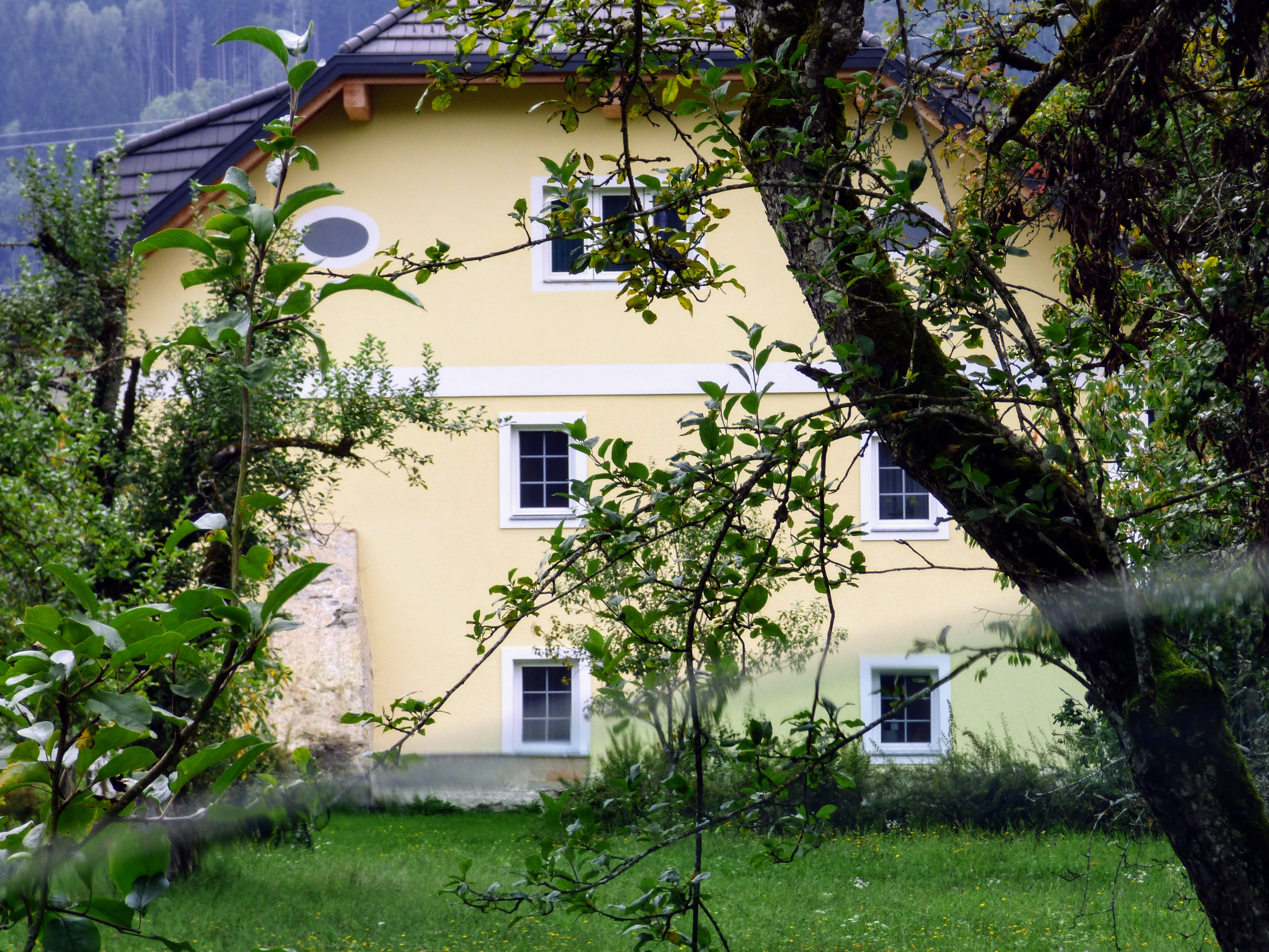
Der im Kern aus dem 16. Jahrhundert stammende, stark umgebaute ehemalige Gutshof

Ab 1571 wird der Gutshof Lorberhof erwähnt.
Als Teil der Steuergemeinde Hardegg gehörte der kleine Weiler um den Gutshof in der ersten Hälfte des 19. Jahrhunderts zum Steuerbezirk Hardegg. Bei Bildung der Ortsgemeinden im Zuge der Reformen nach der Revolution 1848/49 kam der Ort an die Gemeinde Hardegg. Seit 1958 gehört der Ort zur Gemeinde Liebenfels, die damals durch die Fusion der Gemeinden Liemberg, Hardegg und Pulst entstand und 1973 um die Gemeinde Sörg erweitert wurde.
Seit den 2000er-Jahren ist der Weiler um mehrere Einfamilienhäuser östlich des ehemaligen Gutshofs erweitert worden, wodurch sich die Einwohnerzahl innerhalb von 2 Jahrzehnten etwa verfünffacht hat.

## Bevölkerungsentwicklung
Für die Ortschaft ermittelte man folgende Einwohnerzahlen:
- 1869: 4 Häuser, 36 Einwohner[4]
- 1880: 4 Häuser, 32 Einwohner[5]
- 1890: 4  Häuser, 35 Einwohner[6]
- 1900: 4 Häuser, 17 Einwohner[7]
- 1910: 4 Häuser, 38 Einwohner[8]
- 1923: 4 Häuser, 19 Einwohner[9]
- 1934: 22 Einwohner[10]
- 1961: 3 Häuser, 18 Einwohner[11]
- 2001: 5 Gebäude (davon 5 mit Hauptwohnsitz) mit 6 Wohnungen; 14 Einwohner und 0 Nebenwohnsitzfälle; 6 Haushalte; 0 Arbeitsstätten, 2 land- und forstwirtschaftliche Betriebe[12]
- 2011: 15 Gebäude, 42 Einwohner, 14 Haushalte, 0 Arbeitsstätten[13]
- 2021: 25 Gebäude, 77 Einwohner, 25 Haushalte, 5 Arbeitsstätten[14]